# الحرب المغاربية
الحرب المغاربية هي مواجهة عسكرية وقعت في الفترة ما بين عامي 1699 و1702، وشارك فيها تحالف إيالة تونس وطرابلس الغرب العثمانية والسلطنة الشريفة ضد إيالة الجزائر، وكانت بمثابة خطوة فارقة في سبيل إضعاف هيمنة قبضة الدولة العثمانية التي كانت قد بدأت تتراخى بالفعل على منطقة المغرب العربي، حيث تجاهل كلا الجانبين تمامًا مناشدات السلطان العثماني للتوقيع على معاهدة سلام. أدت هذه الحرب أيضًا إلى تجدد الاقتتال الداخلي للمراديين، والذي أدى لاحقًا إلى إنشاء إيالة تونس، والسلالة الحسينية في عام 1705.

## الخلفية التاريخية
شهدت بدايات تسعينيات القرن السابع عشر تغييرًا في مسار السياسة الخارجية لإيالة الجزائر على يد الداي حاج شعبان الذي توقف عن الجهاد البحري ضد الأوروبيين وسعى إلى توحيد المغرب العربي بأكمله تحت سلطته، فقد كان مهتمًا بتوسيع حدوده رقعة بايلك الغرب، كما أراد حاج شعبان أيضًا ضم إيالة تونس وجعلها بايلك رابع من بياليك إيالة الجزائر.كما سعت السلالة العلوية خلال هذا الوقت إلى ضم بايلك الغرب، وهو اسم يطلق على الجزء الغربي لإيالة الجزائر.

#### غزوات إسماعيل نحو إيالة الجزائر
وجه السلطان العلوي إسماعيل بن شريف خلال فترة حكمه المبكرة عدة غزوات فاشلة للسيطرة على بايلك الغرب، والتي منيت جميعها بهزائم فادحة في عام 1672 في تلمسان، وفي عام 1678 في وادي زازا، وفي عام 1692 في ملوية، وفي عام 1693 في وهران، وفي عام 1694 في الجديوية. انتهت معركة المشارع في عام 1692 بانتصار إيالة الجزائر.
كان حصار وهران محاولة من السلطان إسماعيل لتحرير وهران من الاحتلال للإسباني آنذاك، والأراضي الجزائرية المحيطة بها، إلا أن التحالف بين إيالة الجزائر وإسبانيا نجح في دفع الجيش المخزني إلى التراجع والانسحاب.

### الحرب بين إيالتي الجزائر وتونس
غزا السلطان حاج شعبان تونس في 1694 بمساعدة متظاهر يدعى محمد بن شيكر. وانتهت الحرب بضم كامل الأراضي التونسية إلى سلطته لمدة عدة أشهر. عيّن شعبان خلال ذلك الوقت محمد بن شيكر حاكمًا لتونس، وأقيمت بايلك جديدة في الجزائر بنفس الطريقة التي أقيم بها بايلك الشرق في قسنطينة. إلا أن هذا لم يدم طويلاً، ففي عام 1695 ثار التونسيون وانتصروا على محمد بن شيكر في معركة القيروان، وأعادوا سلالة المراديين إلى سُدة الحكم. وبهذا انتهى البايلك الجزائري الذي لم يدم طويلاً في تونس.

### التحالف بين المولى إسماعيل وباي تونس
بعد هذه الهزائم قررت إسماعيل بن الشريف التحالف مع إيالة تونس لمواجهة إيالة الجزائر التي كانت تعاني من عدم الاستقرار في أعقاب تمرد أوجاق الجزائر ضد الحاج شعبان، وقررت البلدان الاستعداد لغزو منسق لأراضي الإيالة.

## المعركة

### الغزو العلوي لبايلك الغرب
دخل الجيش العلوي المكون بشكل أساسي من جيش عبيد البخاري أو ما كان يُعرف باسم الحرس الأسود، بقيادة زيدان نجل إسماعيل إلى الجزائر في العام الهجري 1111 (الذي وافق عامي 1699-1700 من الميلاد). لم يكن مصطفى بوشلاغم في ذلك الوقت مستعدًا للدفاع عن أراضيه، حيث كان الغزو سريعًا ومباغتًا. وكان الاشتباك الأول قد وقع في مدينة تلمسان حيث حاصر الجيش العلوي المدينة. وبعد سقوط المدينة، تقدم الجيش العلوي وتقدم إلى مدينة معسكر عاصمة بايلك الغرب حيث نُهب قصر الباي، وأسفرت هذه الحملة على الرغم من نجاحها في البداية عن مفاوضات سلام أغضبت مولاي إسماعيل ودفعته إلى شن هجوم آخر ضد الجزائريين. كانت هذه الإنجازات التي حققها مولاي زيدان غير معروفة للمؤرخين المعاصرين والذين افترضوا أنها خيالية، ولكن خلال نفس العام هُزم أمير مغربي على يد كتيبة جزائرية في سبتمبر بينما كان يشن غارة صغيرة في مدينة تلمسان.

### الحملة التونسية على قسنطينة
غزت القوات التونسية المعززة بقوات طرابلس الغرب العثمانية بايلك الشرق في مدينة قسنطينة في عام 1699 في نفس الوقت مع القوات المغربية. وكان علي خوجة باي قسنطينة في ذلك الوقت أكثر استعدادًا من نظيره في بايلك الغرب، على الرغم من أنه فشل في الفوز بشكل حاسم في المعركة التي وقعت بالقرب من مدينة قسنطينة ضد مراد باي الثالث وقائده إبراهيم شريف من تونس. حتى أن مراد باي تمكن من أسر أحد أبناء باي قسنطينة وزوجه في معركة ثانية، وحاصر مدينة قسنطينة نفسها مدة خمسة أشهر، لكنه فشل في احتلالها.

### تراجع الجيش المغربي
اختار زيدان الانسحاب من الأراضي الجزائرية التي تم الاستيلاء عليها بعد تعرض قواته لعدة مداهمات، ولكنه احتفظ بما نهبه معه، ولكن أثار هذا الانسحاب غضب والده الذي حل محله على الفور.

### الهجوم الجزائري المضاد

#### معركة جامع العلماء
هزمت القوات الجزائرية جيوش مراد باي الثالث بنجاح في 3 أكتوبر عام 1700 في معركة جمعة العلماء بالقرب من سطيف. تسببت هذه الهزيمة في إجبار مراد باي الثالث إلى التراجع والانسحاب مرة أخرى إلى الأراضي التونسية متخليًا بذلك عن كل مكاسبه. وعلى الرغم من خسارته، إلا أن مراد باي حاول تكوين جيش آخر على أمل مهاجمة الجزائر مرة أخرى، كما أرسل قائده إبراهيم شريف إلى القسطنطينية لتجنيد إنكشاريين إضافيين.

#### معركة الشلف
قاد إسماعيل جيشًا كبيرًا يصل قوامه إلى 50000 رجل ضد جيوش داي الجزائر. وعلى الرغم من القلة العددية للجزائريين، إلا أنهم ظلوا قادرين على تحقيق انتصار كبير على الجيوش المغربية، مما أسفر عن مقتل حوالي 3000 مغربي. أدت هذه الهزيمة إلى وقف إطلاق النار بين الجزائر والمغرب، وسمحت للداي بالتركيز على تونس بدلاً من ذلك.

## اغتيال مراد الثالث ونهاية الحرب
كان مراد الثالث يحشد جيشا لبدء هجوم آخر على الجزائر في عام 1702، عندما عاد إبراهيم شريف من القسطنطينية بكمية كبيرة من الإنكشاريين الأتراك مما أسعد مراد، على الرغم من أن شريف كان غير معروف له، إلا أنه كان لديه خطط محددة. وبناءًا على أوامر سرية من السلطان العثماني، اغتال إبراهيم شريف مراد في 2 يونيو، وقتل عائلته بأكملها، وأعاد السيطرة العثمانية على المنطقة، وإنهى بذلك سلالة المراديين، ثُم وقع معاهدة سلام مع الجزائريين بعد بضعة أسابيع منهيا بذلك الحرب بالوضع الراهن قبل الحرب.

## التداعيات
على الرغم من أن الحروب لم يكن لها آثار قصيرة المدى بخلاف الدمار الحادث، إلا أن آثارها على المدى الطويل كانت أكثر أهمية، ففي عام 1705 وكنتيجة مباشرة لهذه الحرب، اندلعت حرب أخرى بين الجزائر العاصمة وتونس، مما أدى إلى تأسيس دولة السلالة الحسينية. وفي عام 1705 قُتل الحاج مصطفى بعد أن فقد شعبيته في الجزائر كنتيجة لهذه الحروب، وبعد وفاته، سقطت البلاد في حالة من الفوضى حيث كان دايات الجزائر يُقتلون غالبًا في غضون أيام وفي بعض الأحيان بعد ساعات فقط من انتخابهم. لم تستقر الجزائر العاصمة حتى عام 1710 على يد داي جديد يُدعى بابا علي الشاوش. أدت هذه الهزائم العسكرية بالإضافة إلى المزيد من الهزائم العسكرية لطرابلس إلى عدم الاستقرار وصعود سلالة القرمانلي إلى سُدة الحكم في عام 1711.

## الملاحظات
1. ↑  ما بين ظهر وعصر يوم الأحد 24 من شهر ربيع الثاني من عام 1112 هـ[18]
2. ↑  أو مكان يعرف بجوامع العلمة[18]